# Zdrojewo (województwo zachodniopomorskie)
Zdrojewo (do 1945 niem. Grasshorst) – uroczysko-dawna miejscowość w Polsce, w województwie zachodniopomorskim, w powiecie goleniowskim, w gminie Goleniów.
Teren dawnej osady znajduje się obecnie w granicach administracyjnych Lubczyny, w północnej części wsi.
Założona przypuszczalnie w XIX wieku, pod koniec stulecia liczyła 2 domy i 38 mieszkańców. Przed 1939 rokiem zamieszkiwało ją 48 osób. Zniszczona częściowo podczas II wojny światowej, po 1945 roku uległa wyludnieniu a zabudowania rozebrano. Obecnie teren dawnej osady porasta kępa drzew, obok zaś znajduje się przepompownia wody dla Lubczyny.
Polską nazwę Zdrojewo ustalono urzędowo rozporządzeniem Ministrów Administracji Publicznej i Ziem Odzyskanych z dnia 1 czerwca 1948 roku.